# Henry Procter

Henry Procter

Henry Procter (* 1763 in Kilkenny, Irland; † 31. Oktober 1822 in Bath, England) war ein britischer Offizier, der eine wichtige Rolle im Britisch-Amerikanischen Krieg von 1812 spielte.

## Leben
Henry Procter wurde 1763 als Sohn eines Armeechirurgen geboren und trat 1781 durch den Kauf eines Offizierspatents in die britische Armee ein. 1802 kam er mit Isaac Brock nach Kanada. Mit der Beförderung zum Kommandanten des 41. Infanterieregiments erreichte er den Rang eines Oberstleutnants, erwies sich als fähiger Organisator und konnte es in eine effiziente, kampfstarke Einheit verwandeln. Nach dem Ausbruch des Kriegs mit den USA im Jahr 1812 kam das 41. Infanterieregiment auf dem westlichen Kriegsschauplatz an den Großen Seen zum Einsatz. Unter dem Kommando Brocks spielten Procter und sein Regiment eine wichtige Rolle bei der Belagerung und Kapitulation von Fort Detroit im August 1812, mit der ein erster amerikanischer Invasionsversuch unter General William Hull in Kanada abgeschlagen wurde.
Nach Brocks Tod in der Schlacht von Queenston Heights übernahm Procter, mittlerweile Oberst, im November 1812 dessen Kommando auf dem westlichen Kriegsschauplatz. Am 22. Januar 1813 konnte er im Bündnis mit Indianern eine amerikanische Armee unter James Winchester in der Schlacht bei Frenchtown vernichtend schlagen. Nach dem Gefecht ließ Procter die verwundeten Amerikaner zurück und zog sich nach Amherstburg zurück, woraufhin zwischen 30 und 60 der Amerikaner von Indianern ermordet wurden. Später rechtfertigte er sich, er habe nicht genug Schlitten zu ihrem Transport gehabt und hätte sie am nächsten Tag holen wollen. Zwar wurde Procter für seinen Sieg zum Generalmajor befördert, doch das von den USA propagandistisch aufgebauschte River Raisin Massacre beschädigte seinen Ruf auch in den eigenen Reihen; in der US-Presse wurde er als Monster dargestellt. Der Zwischenfall spielte eine wichtige Rolle dabei, die öffentliche Meinung in den USA für den Krieg zu mobilisieren und Freiwillige in die Reihen der im Nordwesten eingesetzten Armee von General William Henry Harrison zu bringen.
Bei zwei Vorstößen im Mai und Juli 1813 konnten Briten und Indianer zwar Teilerfolge gegen die Amerikaner erzielen, aber Fort Meigs, die amerikanische Ausgangsbasis für erneute Angriffe auf Detroit, ebenso wenig erobern wie Fort Sandusky. Im Sommer 1813 wurde der Mangel an Nachschub für Procters Truppen und seine indianischen Verbündeten immer dramatischer, Generalgouverneur Sir George Prevost blieb jedoch untätig und riet Procter, sich seinen Nachschub bei den Amerikanern zu holen, deren wachsende Überlegenheit derartige Versuche jedoch sehr riskant machte. Briten und Indianer standen nicht nur einer Armee unter General William Henry Harrison, sondern auch einer den britischen Schiffen auf dem Eriesee weit überlegenen US-Flotte unter Oliver Hazard Perry gegenüber.
Aufgrund der immer dramatischer werdenden Versorgungslage mussten Procter und der Kommandeur der britischen Flotte, Kapitän Robert Heriot Barclay, trotz ungünstiger Bedingungen einen Angriff auf die amerikanische Flotte wagen. Um die Gefechtsstärke der Schiffe zu steigern, mussten zahlreiche Festungsgeschütze und Soldaten an Bord genommen werden. Durch die Vernichtung des britischen Geschwaders in der Schlacht auf dem Eriesee am 10. September 1813 wurde Procters Position an der Grenze bei Detroit unhaltbar. Zum einen fehlten die in der Schlacht verloren gegangenen Geschütze und Mannschaften, zum anderen waren nun die britischen Nachschubverbindungen über den Eriesee abgeschnitten. Darüber hinaus kam es zu massiven Spannungen mit den indianischen Verbündeten unter Tecumseh.
Procter befahl deshalb die Räumung von Detroit und der anderen Stellungen an der Grenze (Fort Malden/Amherstburg) und einen Rückzug entlang des Thames River in eine besser geschützte Position im Landesinneren. Procter hatte sich zwar bislang durchaus bewährt, war aber mit der Organisation des extrem schwierigen Rückzugs als Kommandeur überfordert. Der Tross umfasste mit den zur Armee gehörenden Zivilisten über 10.000 Menschen. Es kam zu massiven Zerwürfnissen zwischen ihm und einem Teil seiner Offiziere. Procter soll ihnen seine Pläne verschwiegen haben, während diese seine Ablösung planten. Weiter verschlechtert wurde die Lage durch ein Scharmützel bei Moraviantown, wo die Amerikaner fast den gesamten britischen Nachschub erbeuteten. Am 5. Oktober 1813 stellten sich die durch Hunger demoralisierten und durch Munitionsmangel gehandicapten Briten und Indianer zum Kampf. Procter konnte den sie verfolgenden, etwa 3.000 Mann umfassenden US-Truppen William Henry Harrisons nur noch etwa 450 Soldaten und 500 Indianer unter Tecumseh entgegenstellen. In der Schlacht am Thames River wurde Procters Truppe zersprengt und in die Flucht geschlagen. Die britischen Soldaten ergaben sich ohne nennenswerten Widerstand oder flohen, während die Indianer bis zum Tod Tecumsehs kämpften und sich dann zurückzogen. Die Schlacht beseitigte die britische Präsenz westlich des Ontariosees und hatte deshalb weitreichende Folgen für den Kriegsverlauf.
Während die meisten seiner Soldaten in Gefangenschaft gerieten, gelang es Procter, den Amerikanern zu entkommen, denen allerdings seine Papiere über den Feldzug in die Hände fielen. Seine rasche Flucht setzte ihn dem Vorwurf der Feigheit vor dem Feind aus. Er wurde seines Kommandos enthoben. Im Dezember 1814 verurteilte ihn ein Kriegsgericht, weil er den Rückzug ungenügend vorbereitet habe, schlechte taktische Arrangements getroffen habe und es an Energie und Urteilsvermögen fehlen habe lassen (failing to prepare for his retreat, making faulty tactical arrangements and erring in judgement and execution). Procter wurde zunächst suspendiert, die Strafe wurde jedoch später auf einen öffentlichen Tadel reduziert. Seine Karriere in der britischen Armee war trotzdem beendet. Er verließ Kanada 1815.

## Tod und Beurteilung
Procter starb im Alter von 59 Jahren 1822 in Bath (England).
Trotz seiner Niederlage blieb Procter nicht ohne Unterstützer. 1815 publizierte der Montreal Herald verschiedene anonyme Briefe, die ihn verteidigten und Generalgouverneur Sir George Prevost für seine fehlende Unterstützung von Procters Truppen und die folgende harte Behandlung des Generals scharf angriffen. Tatsächlich ist es durchaus naheliegend zu vermuten, dass der Generalgouverneur, der sich selbst als zögerlicher und inkompetenter General erwies, Procter zu einem Sündenbock für eigene Versäumnisse gemacht hatte.